# Pure (альбом Бони Джеймса)
Pure (рус. «Чистый») — студийный альбом американского саксофониста Бони Джеймса, изданный в 2004 году.

## Об альбоме
Первым синглом с альбома стала песня «Here She Comes», покорившая джазовые чарты. Сингл «Better With Me» был записан при участии певца Билала. В записи диска приняли участие Деби Нова, Двел и Джо Семпл. Вокал Дэби Новы присутствует в песне «Appreciate».
Хотя композиции альбома записаны в стиле Smooth Jazz, в нём также присутствуют два ритмичных трека в стиле R&B — «Break of Dawn» и «Appreciate». Джеймс говорит, что создание альбома помогло ему пережить смерть его старшего брата, и что потеря вдохновила его, чтобы жить больше и воплощать в жизнь все новые приходящие идеи.
Рецензент из Allmusic положительно оценил диск и отметил, что здесь Джеймс самостоятельно контролировал весь процесс записи альбома. Всё это, по мнению рецензента, получилось довольно неплохо. Из всего Pure критик выделил лёгкий и привлекательный фанк-трек «Stone Groove», характерный коротким соло фортепиано, созданное Джо Сэплом, простой душевный заглавный трек диска «Pure», а также вокальную джазовую песню «Thinkin' 'Bout Me». Кроме того, он полагает, что в альбоме присутствуют запоминающиеся и спокойные баллады, а также броские вокальные партии.

## Список композиций
| №   | Название                    | Длительность |
| --- | --------------------------- | ------------ |
| 1.  | «Pure»                      | 4:38         |
| 2.  | «Better With Time»          | 5:26         |
| 3.  | «2:01 AM»                   | 5:04         |
| 4.  | «Stone Groove»              | 4:47         |
| 5.  | «Appreciate»                | 3:34         |
| 6.  | «Here She Comes»            | 4:14         |
| 7.  | «Break Of Dawn»             | 4:49         |
| 8.  | «It’s On»                   | 3:29         |
| 9.  | «Thinkin' 'Bout Me»         | 4:02         |
| 10. | «You Don’t Have To Go Home» | 4:06         |

## Альбом в чартах
| Чарт (2004)            | Наивысшая позиция |
| ---------------------- | ----------------- |
| Top R&B/Hip-Hop Albums | 9                 |
| Billboard 200          | 66                |
| Jazz Albums            | 2                 |

## Сингл «Better With Me»
| Чарт (2004)                      | Наивысшая позиция |
| -------------------------------- | ----------------- |
| Hot R&B/Hip-Hop Singles & Tracks | 74                |